# 東部鐵路 (奧地利)
東部鐵路（德語：Ostbahn），舊稱維也納－拉布鐵路（德語：Wien-Raaber Bahn），是奧地利一條由維也納前往匈牙利的複線電氣化鐵路。東部鐵路同時也指其若干支線。維也納的舊西端終點站維也納南站已由新的維也納火車總站取代，容許列車繼續沿西部鐵路和南部鐵路行駛。